# Olivia Weaver
Olivia Hayward Weaver (* 15. September 1995 in New York als Olivia Fiechter) ist eine US-amerikanische Squashspielerin.

## Karriere
Olivia Weaver begann ihre Karriere im Jahr 2018 und gewann bislang zehn Titel auf der PSA World Tour. Ihre beste Platzierung in der Weltrangliste erreichte sie mit Rang vier am 20. Mai 2024. Mit der US-amerikanischen Nationalmannschaft nahm sie 2012, 2022 und 2024 an der Weltmeisterschaft teil. Dabei wurde sie 2022 und 2024 mit ihr Vizeweltmeisterin. Bei den Panamerikanischen Spielen 2023 in Santiago de Chile gewann sie ebenso Gold im Einzel wie auch mit der Mannschaft. Im Doppel belegte sie mit Amanda Sobhy den Silberrang. Weaver erreichte bei der Weltmeisterschaft 2023/24 nicht nur erstmals das Viertelfinale, sondern zog auch ins anschließende Halbfinale ein, in dem sie in fünf Sätzen Nour El Sherbini unterlag. Diesen Erfolg wiederholte sie bei der Weltmeisterschaft ein Jahr darauf. Bei den PSA Squash Tour Finals der Damen 2024/25 erreichte sie als erste US-Amerikanerin das Finale. Dieses verlor sie mit 1:3 gegen Nouran Gohar. 2024 und 2025 wurde Weaver US-amerikanische Meisterin.
Sie studierte im Hauptfach Anthropologie an der Princeton University, für die sie auch im College Squash aktiv war. Im Oktober 2023 heiratete Fiechter und nahm den Familiennamen Weaver an.

## Erfolge
- Vizeweltmeisterin mit der Mannschaft: 2022, 2024
- Gewonnene PSA-Titel: 10
- Panamerikanische Spiele: 2 × Gold (Einzel und Mannschaft 2023), 1 × Silber (Doppel 2023)
- US-amerikanische Meisterin: 2024, 2025